# Papilio zalmoxis
Papilio zalmoxis (popularmente conhecida, em inglês, giant blue swallowtail ou apenas blue swallowtail; com sua antiga denominação científica Iterus zalmoxis) é uma borboleta da família Papilionidae e subfamília Papilioninae, encontrada na região afro-tropical e endêmica da África subsariana; na Guiné, Serra Leoa, Libéria, Costa do Marfim, Gana, Togo, Nigéria, Camarões, Gabão, República do Congo e República Democrática do Congo, República Centro-Africana, Sudão do Sul, Angola e Uganda. Foi classificada por William Chapman Hewitson, em 1864, na obra Illustrations of new species of exotic butterflies: selected chiefly from the collections of W. Wilson Saunders and William C. Hewitson, com a sua localidade-tipo em Calabar (Nigéria). É considerada a segunda maior borboleta da África, após Papilio antimachus.

## Descrição e hábitos
Papilio zalmoxis possui, visto por cima, asas com envergadura máxima de 16 a 17 centímetros, dotadas de escamas alares de coloração azul-chumbo a levemente esverdeadas, raiadas de negro. Por baixo suas asas apresentam tons cinzentos ou da cor do cobre. O seu corpo possui coloração negra com pintas brancas e o seu abdome é amarelo. Fêmeas apresentam coloração mais pálida que os machos e são menores.

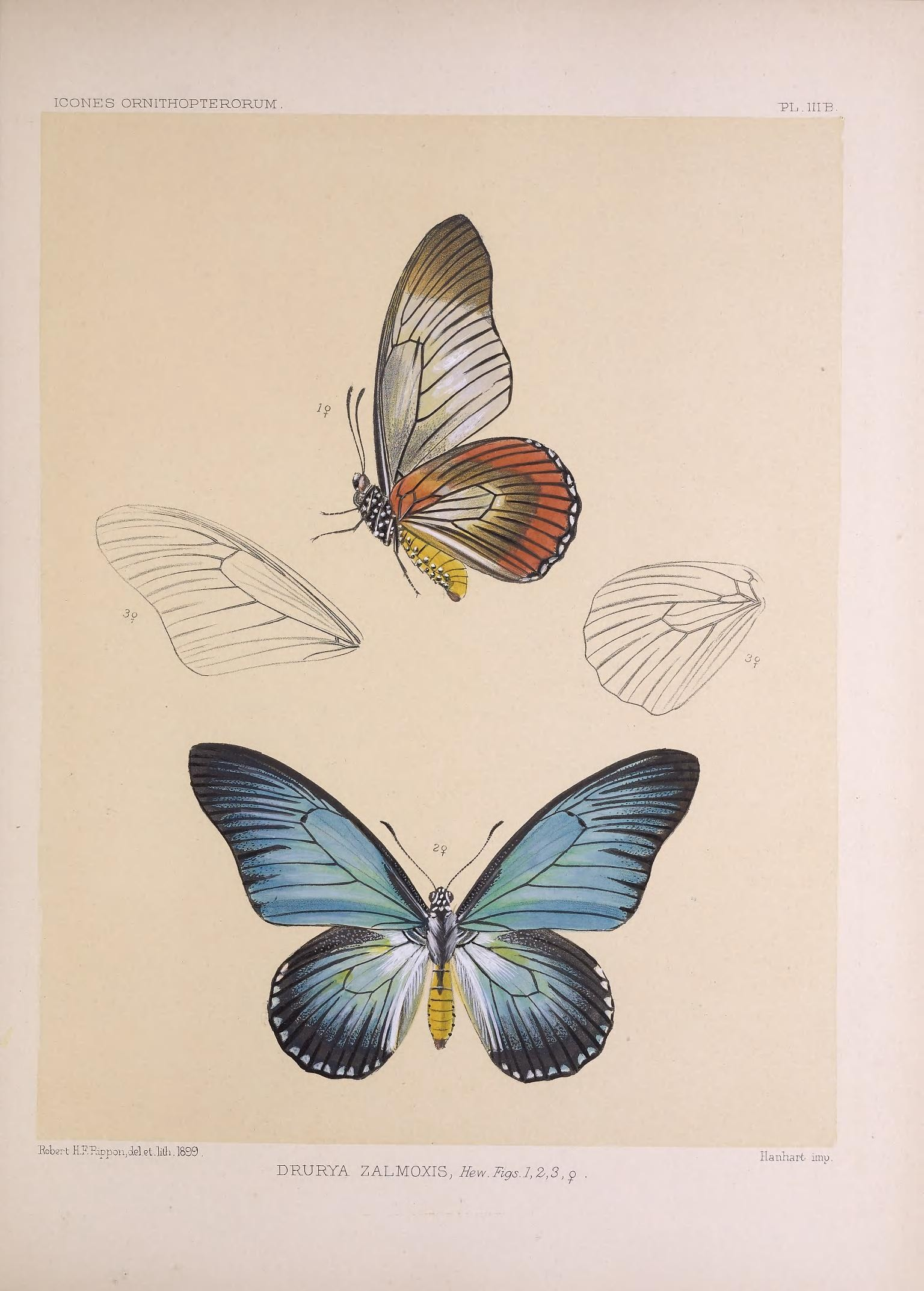
Ilustração de P. zalmoxis em vista inferior (acima) e superior (abaixo).

Esta espécie voa muito alto na floresta tropical africana, seu habitat, aparecendo através das árvores.